# Pierre Vialle
Pour les articles homonymes, voir Vialle.
Pierre Vialle, né le 12 janvier 1743 à Tulle (Corrèze), mort le 19 juin 1816 à Lille (Nord), est un général français de la Révolution et de l’Empire.

## États de service
Il entre en service le 20 avril 1759 comme soldat au régiment de Navarre, et il fait les campagnes de 1759 à 1762 en Allemagne. Il devient caporal le 1er mai 1766, sergent le 7 septembre suivant, et fourrier le 30 juin 1768.
De 1775 à 1783, il participe à la guerre en Amérique, et il est nommé sergent-major le 1er juin 1776, puis adjudant sous-officier le 15 décembre 1778. Le 20 septembre 1783, il est élevé au grade de sous-lieutenant de grenadiers, et il est fait chevalier de Saint-Louis le 30 janvier 1791, puis adjudant-major le 1er mars 1791.
Il reçoit son brevet de capitaine le 9 mai 1792, dans le 2e bataillon du 6e régiment d’infanterie, et il sert à l’armée du Centre, puis à l’armée des Ardennes. Il est nommé chef de bataillon le 22 mai 1793, et il est promu général de brigade à l’armée des côtes de Cherbourg le 28 septembre 1793, puis il est élevé au grade de général de division le 10 décembre 1793, commandant en chef de cette armée.
Le 21 août 1794, il est nommé commandant en chef de l’armée d’Italie, mais il refuse le poste, et le 26 août suivant, il prend le commandement de la 1re division militaire à Lille. Le 13 juin 1795, il rejoint l’armée de l’Intérieur, et le 14 décembre suivant, il est de nouveau à la tête de la 1re division militaire. Le 16 avril 1796, il passe dans la 16e division militaire à Douai, et il est mis en congé de réforme le 13 février 1797.
Il est admis à la retraite le 21 mai 1801, et il est fait chevalier de la Légion d’honneur le 29 mars 1805.
Il meurt le 19 juin 1816 à Lille.

## Sources
- (en) « Generals Who Served in the French Army during the Period 1789 - 1814: Eberle to Exelmans »
- Thierry Pouliquen, « Les généraux français et étrangers ayant servis [sic] dans la Grande Armée » (consulté le 10 avril 2015)
- « Cote LH/2704/29 », base Léonore, ministère français de la Culture
- (pl) « Napoléon.org.pl » [archive du 21 mars 2015]
- Étienne Charavay, Correspondance générale de Carnot, tome 3, imprimerie Nationale, 1897, p. 245.